# Дупка (пътна инфраструктура)
Вижте пояснителната страница за други значения на Дупка.
Дупка на пътното платно е сериозно и сравнително дълбоко, но локализирано нарушение на целостта на пътната настилка, принуждаващо отклонение на движението и частична или пълна загуба на функционалността на пътя. При всички видове пътни дупки основна причина за повредата е първоначална пукнатина вследствие износване на настилката и много често наличието на подкопаваща вода, при което част от използвания при изграждането на пътя строителен материал е отнесена или разрушена. Натоварени с трафик участъци, по които се движат несъобразено със заложените технически условия при строителството на пътя тежки моторни превозни средства, могат допълнително да станат обект на напуквания и прогресивно разрушаване на платното. Проблемите с наличие на вода по пътя са известни на магистрало-строителите още от римско време, като за целта пътищата са били изграждани от няколко пласта и им е бил придаван отводнителен профил с по-висока осева част и сравнително дълбоки канавки.

## Образуване
Повечето дупки на пътното платно са образувани поради износване на пътната настилка. Късовете между пукнатините се разхлабват и могат да се отделят от повърхността, като по този начин се образува дупка. Възможно е такива дупки да се превърнат в т.нар. крокодилско напукване, разраствайки се. Любопитни явления в по-топлите държави са образуваните коловози в близост до стоп линията, където често спира трафикът в изчакване на зелен сигнал. Тежестта на автомобилите в комбинация с размекнатия от слънцето асфалт създава трайни вдлъбнатини, които са предпоставки за разрушаване на работния слой на пътя.
Образуването на дупки е допълнително „подпомогнато“ от ниски температури – водата се разширява, превръща се в лед и оказва по-голям натиск върху вече пропукания път. Веднъж възникнала, дупката се разраства от транспортните средства чрез натрошаването на плътната асфалтова настилка на малки късове материал от баластра и асфалт и тяхното трайно отстраняване от пътното платно. Размерът на разрушения участък, може да бъде увеличен при запълване с вода, тъй като водата отстранява част от пътната повърхност, когато превозни средства преминават. В умерения климатичен пояс дупки често се образуват по време на пролетните дъждовни месеци, когато пътното платно е податливо на деформации заради високото съдържание на влага.
Според ефективността на местните служби за поддръжка на пътните инфраструктури, дупките на пътното платно могат да стигнат от сантиметри до около метър в ширина и от няколко, до няколко десетки сантиметра в дълбочина. От своя страна, според скоростните ограничения и спазването им, почти всички по размер пътни дупки могат да предизвикат щети на гумите и проблеми с окачването, като не са изключени и тежки пътнотранспортни произшествия (най-вече на автомагистрали). Дупките на платното понякога се забелязват трудно от водачите, особено при несъобразена скорост.